# Leuctra flavomaculata
Leuctra flavomaculata is een steenvlieg uit de familie naaldsteenvliegen (Leuctridae). De wetenschappelijke naam van de soort is voor het eerst geldig gepubliceerd in 1935 door Mosely.